# Momento magnético nuclear
O momento magnético nuclear é o momento magnético de um núcleo atômico e surge a partir da rotação dos prótons e nêutrons. É principalmente um momento de dipolo magnético.
O momento magnético nuclear varia de isótopo para isótopo dependendo do elemento. Podendo só ser zero se o número de prótons e nêutrons são ambos o mesmo.

## Fatores-g
Os valores de g(l) e g(s) são conhecidos como o fatores G dos núcleos.
Os valores medidos de g(l) para o nêutron e o próton são de acordo com a suas cargas elétricas. Assim, em unidades de magnetão nuclear, g(l) = 0 para o nêutron e g(l) = 1 para o próton
Os valores medidos de g(s) para o nêutron e o próton são duas vezes o seu momento magnético. Nas unidades de magnetão nuclear , g(s) = -3.8263 para o nêutron e g(s) = 5.5858 para o próton.

## Calculando o momento magnético nuclear
No modelo nuclear de camadas, o momento magnético de um nucleon de momento angular total j, o momento angular orbital l e spin s, é dado por:
{\displaystyle \mu =\langle (l,s),j,m_{j}=j|\mu _{z}|(l,s),j,m_{j}=j\rangle }
Ao projetar com o momento angular total j ,temos 
{\displaystyle \mu =\langle (l,s),j,m_{j}=j|{\overrightarrow {\mu }}\cdot {\overrightarrow {j}}|(l,s),j,m_{j}=j\rangle {\frac {\langle (l,s)j,m_{j}=j|j_{z}|(l,s)j,m_{j}=j\rangle }{\langle (l,s)j,m_{j}=j|{\overrightarrow {j}}\cdot {\overrightarrow {j}}|(l,s)j,m_{j}=j\rangle }}}
{\displaystyle ={1 \over (j+1)}\langle (l,s),j,m_{j}=j|{\overrightarrow {\mu }}\cdot {\overrightarrow {j}}|(l,s),j,m_{j}=j\rangle }
{\displaystyle {\overrightarrow {\mu }}} em contribuições tanto do momento angular orbital e do spin, com diferentes coeficientes g(l) e g(s):
{\displaystyle {\overrightarrow {\mu }}=g^{(l)}{\overrightarrow {l}}+g^{(s)}{\overrightarrow {s}}}
substituindo para a fórmula de cima e reescrevendo
{\displaystyle {\overrightarrow {l}}\cdot {\overrightarrow {j}}={1 \over 2}\left({\overrightarrow {j}}\cdot {\overrightarrow {j}}+{\overrightarrow {l}}\cdot {\overrightarrow {l}}-{\overrightarrow {s}}\cdot {\overrightarrow {s}}\right)}
{\displaystyle {\overrightarrow {s}}\cdot {\overrightarrow {j}}={1 \over 2}\left({\overrightarrow {j}}\cdot {\overrightarrow {j}}-{\overrightarrow {l}}\cdot {\overrightarrow {l}}+{\overrightarrow {s}}\cdot {\overrightarrow {s}}\right)}
{\displaystyle \mu ={1 \over (j+1)}\langle (l,s),j,m_{j}=j|(g^{(l)}{1 \over 2}\left({\overrightarrow {j}}\cdot {\overrightarrow {j}}+{\overrightarrow {l}}\cdot {\overrightarrow {l}}-{\overrightarrow {s}}\cdot {\overrightarrow {s}}\right)+g^{(s)}{1 \over 2}\left({\overrightarrow {j}}\cdot {\overrightarrow {j}}-{\overrightarrow {l}}\cdot {\overrightarrow {l}}+{\overrightarrow {s}}\cdot {\overrightarrow {s}}\right)|(l,s),j,m_{j}=j\rangle }
{\displaystyle ={1 \over (j+1)}\left(g^{(l)}{1 \over 2}\left(j(j+1)+l(l+1)-s(s+1)\right)+g^{(s)}{1 \over 2}\left(j(j+1)-l(l+1)+s(s+1)\right)\right)}
Para um único nucleon {\displaystyle s=1/2}. Para {\displaystyle j=l+1/2} nós temos
{\displaystyle \mu _{j}=g^{(l)}l+{1 \over 2}g^{(s)}}
e para {\displaystyle j=l-1/2}
{\displaystyle \mu _{j}={j \over j+1}\left(g^{(l)}(l+1)-{1 \over 2}g^{(s)}\right)}

## Ver Também
- Momento magnético
- Momento angular